# Dera Allah Yar
Dera Allah Yar (urdu ‏ڈیرہ اللہ یار‬‎) – miasto w Pakistanie, w prowincji Beludżystan. W 2017 roku liczyło 80 958 mieszkańców.